# Корона (телесериал)
«Коро́на» (англ. The Crown) — исторический драматический телесериал о царствовании королевы Великобритании Елизаветы II, производством которого занимались компании Left Bank Pictures и Sony Pictures Television для Netflix. Создателем и сценаристом телешоу выступил Питер Морган,  который положил в основу сюжета «Короны» свой фильм «Королева» (2006) и свою пьесу «Аудиенция» (2013) о правлении Елизаветы II. 
Сериал состоит из шести сезонов, охватывающих почти шесть десятилетий от свадьбы принцессы Елизаветы и Филиппа Маунтбеттена в 1947 году до свадьбы принца Чарльза и Камиллы Паркер-Боулз в 2005 году. Первый сезон рассказывает про период от свадьбы будущей королевы Елизаветы и принца Филиппа в ноябре 1947 года вместе с восшествием Елизаветы на престол после смерти ёё отца короля Георга VI в феврале 1952 года до отставки британского премьер-министра Уинстона Черчилля и расторжения помолвки её сестры принцессы Маргарет с полковником Питером Таунсендом в 1955 году. Второй сезон показывает временной промежуток от Суэцкого кризиса в октябре 1956 года и ухода Энтони Идена с поста премьер-министра в январе 1957 года до отставки премьер-министра Гарольда Макмиллана в октябре 1963 года из-за дела Профьюмо и рождения принца Эдварда в марте 1964 года. Третий сезон посвящён периоду от победы Гарольда Вильсона на парламентских выборах в октябре 1964 года до празднования Серебряного юбилея царствования Елизаветы II по случаю 25-летия с момента её восшествия на трон в июне 1977 года, который включает в себя также правление премьер-министров Эдварда Хита вместе с представлением Камиллы Шанд. Действие четвёртого сезона происходит от знакомства принца Чарльза и леди Дианы Спенсер в 1977 году до празднованием Рождества в декабре 1990 года, делая также акцент на премьерстве Маргарет Тэтчер. Сюжет пятого сезона разворачивается в 1991—1997 годах, показывая пребывание Джона Мейджора на посту премьер-министра вместе с распадом брака принца Чарльза и принцессы Дианы (кроме «войны Уэльсов» также показаны взлёт семьи Аль-Файедов и события «ужасного 1992 года»). Шестой и заключительный сезон охватывает период премьерства Тони Блэра с 1997 по 2005 год, где четыре эпизода посвящены гибели принцессы Дианы в августе 1997 года и последние шесть эпизодов повествуют о праздновании Золотого юбилея царствования Елизаветы II по случаю 50-летия с момента её восшествия на трон на фоне смерти принцессы Маргарет и королевы-матери Елизаветы в 2002 году, ранним отношениям принца Уильяма и Кейт Миддлтон, свадьбе принца Чарльза и Камиллы Паркер-Боулз в апреле 2005 года.
Основной актёрский состав сериала менялся каждые два сезона, отражая процесс старения на протяжении изображаемых периодов времени. Клэр Фой исполняла роль королевы в первых двух сезонах вместе с Мэттом Смитом в роли принца Филиппа (герцога Эдинбургского) и Ванессой Кирби в роли принцессы Маргарет. В третьем и четвёртом сезонах Оливия Колман исполняет роль королевы, Тобайас Мензис — принца Филиппа, а Хелена Бонэм Картер — принцессы Маргарет. Также в третьем сезоне к актёрскому составу присоединяется Джош О’Коннор в роли принца Чарльза. В четвёртом сезоне появляются новые актёры — Эмма Коррин в роли леди Дианы Спенсер и Джиллиан Андерсон в роли Маргарет Тэтчер. В пятом и шестом сезонах роли королевы, принца Филиппа и принцессы Маргарет исполнили Имельда Стонтон, Джонатан Прайс и Лесли Мэнвилл соответственно, а Элизабет Дебики и Доминик Уэст сыграли принцессу Диану и принца Чарльза. Съёмки сериала проходили на студии Элстри в Боремвуде (графство Хартфордшир), а также по всей Великобритании и за рубежом.
Первый сезон был выпущен на Netflix 4 ноября 2016 года, второй — 8 декабря 2017 года, третий — 17 ноября 2019 года, четвёртый — 15 ноября 2020 года, пятый — 9 ноября 2022 года, шестой — 16 ноября и 14 декабря 2023 года. По состоянию на 2020 год предполагаемый производственный бюджет «Короны» составлял 260 миллионов долларов, что делает его одним из самых дорогих телесериалов за всю историю.
«Корона» получила высокие оценки критиков за актёрскую игру, режиссуру, сценарий, операторскую работу, качество производства и точное историческое отображение эпохи правления королевы Елизаветы, хотя в особенности вторая половина сериала подверглась некоторой критике за исторические неточности. В общей сложности за первые четыре сезона сериал заработал 63 номинации на прайм-таймовую премию «Эмми» (21 из них была выиграна и 7 них вручены за актёрский состав), в том числе четыре раза выдвигался как «Лучший драматический сериал» и одержал победу в этой категории на 73-й церемонии вручения в 2021 году. На Премии Гильдии киноактёров США «Корона» дважды получила награду за «Лучший актёрский состав в драматическом сериале» (2020 и 2021), а также принесла статуэтки Джону Литгоу за «Лучшую мужскую роль», Клэр Фой (дважды) и Джиллиан Андерсон — за «Лучшую женскую роль». Сериал также дважды выигрывал премию «Золотой глобус» в категории «Лучший телесериал — драма» (2017 и 2021), в свою очередь Фой, Колман, Коррин, О’Коннор и Андерсон получили «Золотой глобус» в актёрских категориях.

## Сюжет
«Корона» рассказывает о жизни королевы Елизаветы II, начиная с её свадьбы с принцем Филиппом в 1947 году до свадьбы принца Чарльза и Камиллы Паркер-Боулз в 2005 году:
- Первый сезон показывает ранние годы правления королевы Елизаветы II. Он начинается со свадьбы принцессы Елизаветы и принца Филиппа (герцога Эдинбургского) в ноябре 1947 года и включает в себя такие события, как рождение принца Чарльза (ноябрь 1948 года) и принцессы Анны (август 1950 года), победа консерваторов во главе с Уинстоном Черчиллем на парламентских выборах в октябре 1951 года, смерть короля Великобритании Георга VI и восхождение Елизаветы II на престол в феврале 1952 года после возвращения из Кении, Великий смог в Лондоне (декабрь 1952 года), смерть вдовствующей королевы-консорта Марии Текской (март 1953 года), церемония коронации Елизаветы II в июне 1953 года, испытание первой водородной бомбы в мире на Семипалатинском полигоне в СССР (август 1953 года), шестимесячное турне по государствам Содружества Наций и британским колониям (ноябрь 1953 — май 1954 года), празднование 80-летнего юбилея сэра Уинстона Черчилля (ноябрь 1954 года) и роман принцессы Маргарет с Питером Таунсендом. Сезон заканчивается отставкой Уинстона Черчилля с поста премьер-министра Великобритании, приходом к власти Энтони Идена и окончанием романа принцессы Маргарет с Питером Таунсендом в 1955 году. Также в сезоне присутствуют флешбэки из 1930-х и 1940-х годов, показывающие отречение Эдуарда VIII от престола (декабрь 1936 года) вместе с подготовкой к коронации Георга VI (май 1937 года) и учёбой юной принцессы Елизаветы во время Второй мировой войны.

- Второй сезон начинается с Суэцкого кризиса в октябре 1956 года и показывает открытие летних Олимпийских игр 1956 года в Мельбурне принцем Филиппом, отставку Энтони Идена с поста премьер-министра и приход к власти Гарольда Макмиллана в январе 1957 года, первое рождественское обращение Елизаветы II по телевидению (декабрь 1957 года), рождение принца Эндрю в феврале 1960 года, свадьбу принцессы Маргарет и Энтони Армстронг-Джонса (лорда Сноудона) в мае 1960 года, начало деколонизации Африки на фоне распада Британской империи, визит президента США Джона Кеннеди и первой леди Жаклин Кеннеди в Великобританию (июнь 1961 года), поездку Елизаветы II в Гану (ноябрь 1961 года) и её встречу с ганским президентом Кваме Нкрумой, учёбу принца Чарльза в шотландской школе Гордонстаун; отставку третьего премьер-министра королевы Гарольда Макмиллана и приход к власти Александра Дуглас-Хьюма после политического скандала, известного как «Дело Профьюмо», в октябре 1963 года; убийство Джона Кеннеди в ноябре 1963 года. Второй сезон заканчивается рождением последнего ребёнка королевы и герцога Эдинбургского в марте 1964 года — принца Эдварда. На протяжении сюжетной линии присутствуют флешбэки из 1930-х и 1940-х годов, показывающие юность принца Филиппа и проливающие свет на связи Эдуарда VIII с нацистами.

- Сюжет третьего сезона разворачивается в 1964—1977 годах и включает в себя правление лейбористского Гарольда Вильсона (1964—1970 и 1974—1976) и консервативного правительства Эдварда Хита (1970—1974), смерть и похороны Уинстона Черчилля в январе 1965 года, разоблачение советского шпиона сэра Энтони Бланта, визит принцессы Маргарет и лорда Сноудона в США (ноябрь 1965 года), трагедию в шахтёрском посёлке Аберфане (октябрь 1966 года), высадку на Луне американских астронавтов миссии «Аполлон-11» и инвеституру принца Уэльского Чарльза в июле 1969 года, знакомство принца Чарльза с Камиллой Шанд и национальные забастовки шахтёров в начале 1970-х годов, смерть герцога Виндзорского (бывшего короля Эдуарда VIII) в мае 1972 года, роман принцессы Маргарет с баронетом Родди Ллевеллином и её развод с лордом Сноудоном. Сезон завершается празднованием серебряного юбилея правления Елизаветы II (25 лет с момента восшествия на трон) в 1977 году. Кроме того, присутствуют флешбэки с принцессами Елизаветой и Маргарет из времён Второй мировой войны, а также из 1925 года с юным Эдвардом Хитом.

- Четвёртый сезон начинается со знакомства принца Чарльза леди Дианой Спенсер в 1977 году и уделяет внимание победе Маргарет Тэтчер на парламентских выборах (май 1979 года), убийству лорда Луиса Маунтбеттена террористической организацией «Временная Ирландская республиканская армия» в августе 1979 года, подготовке к свадьбе принца Чарльза и Дианы Спенсер в 1981 году, смене части кабинета Тэтчер и пропаже её сына Марка в пустыне Сахара, Фолклендской войне и проникновению Майкла Фейгана в Букингемский дворец (июль 1982 года), рождению принцев Уильяма (июнь 1982 года) и Гарри (сентябрь 1984 года), визиту принца Чарльза и принцессы Дианы в Австралию (1983 год), конфликту королевы и премьер-министра из-за введения санкций против режима апартеида в ЮАР (1985—1986 годы), свадьбе принца Эндрю и Сары Фергюсон в июле 1986 года, появлению принцессы Дианы на благотворительной церемонии детей-чемпионов «Барнардо» в 1988 году и её визиту в Нью-Йорк на «Конкорде», а также отставке Маргарет Тэтчер с поста премьер-министра Великобритании (ноябрь 1990 года). Кроме того, в сезоне показаны обнаружение принцессой Маргарет двух её кузин Кэтрин и Нериссы Боуз-Лайонов в психиатрической больнице, а также флэшбек в восьмой серии из 1947 года с речью принцессы Елизаветы по случаю своего 21-летия. Завершается сезон празднованием Рождества королевской семьёй Виндзоров накануне 1991 года.

- Сюжетная линия пятого сезона охватывает период 1991—1997 годов, в который вошли правление консервативного правительства Джона Мейджора, супружеские разводы трёх детей королевы и герцога Эдинбургского, публикация книги английского журналиста Эндрю Мортона «Диана: её правдивая история» (май 1992 года), пожар в Виндзорском замке и речь Елизаветы II об «ужасном годе» (annus horribilis) на торжественном мероприятии в честь Рубинового юбилея её царствования по случаю 40-летнего пребывания на престоле (ноябрь 1992 года), публикация таблоидами расшифровки интимного телефонного разговора Чарльза и Камиллы (январь 1993 года), телевизионные интервью Чарльза (июнь 1994 года) и Дианы (ноябрь 1995 года) о проблемах в их браке, визит Елизаветы II и принца Филиппа в Россию (октябрь 1994 года), победа лейбористов во главе с Тони Блэром на парламентских выборах в мае 1997 года и церемония передачи Гонконга от Великобритании Китаю (лето 1997 года). В сезоне присутствуют флешбэки из 1918 года с расстрелом царской семьи Романовых, историей восхождения семьи Аль-Файедов от 1946 до 1992 года, появлениями Эдуарда VIII и его супруги Уоллис Симпсон (герцогини Виндзорской), спуском на воду королевской яхты Britannia в апреле 1953 года.

- Действие шестого и финального сезона разворачивается в период с 1997 по 2005 год и повествует о премьерстве Тони Блэра, гибели и похоронах принцессы Дианы в 1997 году, бомбардировках Югославии в 1999 году, праздновании Золотого юбилея царствования Елизаветы II по случаю 50-летия с момента её восшествия на трон на фоне смерти принцессы Маргарет и королевы-матери Елизаветы в 2002 году, ранних отношениях между принцем Уильямом и Кейт Миддлтон, планировании похорон королевы Елизаветы II и принца Филиппа в рамках операций «Лондонский мост» и «Форт-Бридж», заканчиваясь свадьбой принца Чарльза и Камиллы Паркер Боулз в апреле 2005 года. Также в сезоне присутствует флэшбек с празднованием принцессами Елизаветой и Маргарет Дня Победы в Европе из мая 1945 года.

## В ролях

### Основной состав
- Клэр Фой (1—2 сезоны; приглашённая актриса в 4-м сезоне), Оливия Колман (3—4 сезоны), Имельда Стонтон (5—6 сезоны) — королева Елизавета II
- Мэтт Смит (1—2 сезоны), Тобайас Мензис (3—4 сезоны), Джонатан Прайс (5—6 сезоны) — принц-консорт Филипп, герцог Эдинбургский, муж Елизаветы II
- Ванесса Кирби (1—2 сезоны), Хелена Бонэм Картер (3—4 сезоны), Лесли Мэнвилл (5—6 сезоны) — принцесса Маргарет, младшая сестра Елизаветы II
- Айлин Эткинс — королева Мария (1 сезон), бабушка Елизаветы II и принцессы Маргарет, мать герцога Виндзорского и Георга VI, вдова Георга V
- Джон Литгоу — Уинстон Черчилль (1 сезон; приглашённый актёр — 2—3 сезоны), премьер-министр Великобритании в 1940—1945 и 1951—1955 годах
- Джереми Нортэм — Энтони Иден, министр иностранных дел и преемник Уинстона Черчилля на посту премьер-министра Великобритании в 1955—1957 годах (1—2 сезоны)
- Виктория Хэмилтон (1—2 сезоны), Мэрион Бейли[англ.] (3—4 сезоны), Марсия Уоррен (5—6 сезоны) — королева-консорт Елизавета, жена Георга VI, мать Елизаветы II и принцессы Маргарет. В народе известна как королева-мать
- Бен Майлз — полковник Питер Таунсенд (1 сезон; приглашённый актёр — 2 сезон), шталмейстер Георга VI, который надеялся жениться на принцессе Маргарет
- Грег Уайз (1—2 сезоны) и Чарльз Дэнс (3 сезон; приглашённый актёр в 4-м сезоне) — Луис Маунтбеттен, 1-й граф Маунтбеттен Бирманский, амбициозный дядя принца Филиппа и правнук королевы Виктории
- Джаред Харрис — король Георг VI, отец Елизаветы II и принцессы Маргарет, брат герцога Виндзорского и сын Георга V; в семье известен как Берти (1 сезон; приглашённый актёр — 2 сезон)
- Алекс Дженнингс (1—2 сезоны) и Дерек Джекоби (3 сезон) — Эдуард, герцог Виндзорский, ранее король Эдуард VIII, который отрёкся от престола в пользу своего младшего брата Берти, чтобы жениться на Уоллис Симпсон; в семье известен как Дэвид
- Лия Уильямс[англ.] (1—2 сезоны) и Джеральдина Чаплин (3 сезон) — Уоллис, герцогиня Виндзорская, американская жена Эдуарда
- Антон Лессер — Гарольд Макмиллан, преемник Энтони Идена на посту премьера-министра Великобритании в 1957—1963 годах (2 сезон)
- Мэттью Гуд (2 сезон) и Бен Дэниелс (3 сезон) — Энтони Армстронг-Джонс (лорд Сноудон), общественный фотограф, муж принцессы Маргарет[13].
- Джейсон Уоткинс — Гарольд Вильсон, премьер-министр Великобритании в 1964—1970 и 1974—1976 годах (3 сезон)
- Эрин Доэрти — принцесса Анна, дочь Елизаветы II и принца Филиппа, сестра принца Чарльза.
- Джейн Лапотейр — принцесса Алиса Баттенберг (3—4 сезоны), мать принца Филиппа
- Джош О’Коннор (3-4 сезоны), Доминик Уэст (5-6 сезоны) — принц Чарльз, сын Елизаветы II и принца Филиппа
- Майкл Малони — Эдвард Хит, премьер-министр Великобритании в 1970—1974 годах (3 сезон)
- Эмиральд Феннел (3—4 сезоны), Оливия Уильямс (5-6 сезоны) — Камилла Шанд
- Эндрю Бакан[англ.] — Эндрю Паркер Боулз, муж Камиллы Шанд (3 сезон; повторяющаяся роль в 4-м сезоне)
- Джиллиан Андерсон — Маргарет Тэтчер (4 сезон), премьер-министр Великобритании в 1979—1990 годах
- Эмма Коррин (4 сезон), Элизабет Дебики (5 сезон) — Диана, принцесса Уэльская
- Стивен Боксер[англ.] — Денис Тэтчер (сезон 4)
- Наташа Макэлхон — Пенелопа Нэтчбулл (5 сезон)
- Берти Карвел ― Тони Блэр (5-6 сезоны)
- Салим Доу — Мохаммед Аль-Файед (5-6 сезоны)
- Халид Абдалла — Доди Аль-Файед (5-6 сезоны)
- Эд Маквей ― принц Уильям (6 сезон)
- Лютер Форд — принц Гарри (6 сезон)
- Мэг Беллами ― Кэтрин Миддлтон (6 сезон)

#### Приглашённые актёры основного состава
Эти актёры были указаны в основных титрах один раз:
- Стивен Диллэйн — Грэм Сазерленд, известный художник, рисующий портрет стареющего Черчилля (1 сезон)
- Джемма Уилан — Патриция Кэмпбелл, секретарь лорда Олтринчема, которая печатает его статьи (2 сезон)
- Джон Хеффернан — лорд Олтринчем[англ.], публицист, подвергший королеву резкой критике (2 сезон)
- Пол Спаркс — Билли Грэм, американский проповедник и духовный наставник Елизаветы II (2 сезон)
- Майкл Си Холл — Джон Ф. Кеннеди, 35-й президент США (2 сезон)
- Джоди Бальфур — Жаклин Кеннеди, первая леди США в 1961—1963 годах и жена президента Кеннеди (2 сезон)
- Бургхарт Клаусснер[англ.] — Курт Хан, основатель школы «Гордонстаун», где учились принцы Филипп и Чарльз (2 сезон)
- Финн Эллиот — принц Филипп в школьном возрасте (2 сезон)
- Джулиан Бэринг — принц Чарльз в школьном возрасте (2 сезон)
- Клэнси Браун — Линдон Б. Джонсон, 36-й президент США (3 сезон)
- Марк Льюис Джонс — Эдвард Миллуорд[англ.], известный общественный деятель, учивший принца Чарльза говорить на валлийском языке (3 сезон)
- Тим Макмаллен[англ.] — Робин Вудс[англ.] (3 сезон)
- Гарри Тредэвэй — баронет Родди Ллевеллин, садовник и любовник принцессы Маргарет (3 сезон)
- Том Брук — Майкл Фейган[англ.], мужчина, который проник в спальню королевы Елизаветы II в 1982 году (4 сезон)
- Ричард Роксбург — Боб Хоук, премьер-министр Австралии (4 сезон)
- Том Бёрк — Дерек «Дэззл» Дженнингс, друг и доверенное лицо принцессы Маргарет (4 сезон)
- Николас Фаррелл — Майкл Ши, пресс-секретарь Елизаветы II (4 сезон)

## Список серий

### Обзор сезонов
| Сезон | Сезон | Эпизоды | Оригинальная дата показа | Оригинальная дата показа |
| Сезон | Сезон | Эпизоды | Премьера сезона          | Финал сезона             |
| ----- | ----- | ------- | ------------------------ | ------------------------ |
|       | 1     | 10      | 4 ноября 2016            | 4 ноября 2016            |
|       | 2     | 10      | 8 декабря 2017           | 8 декабря 2017           |
|       | 3     | 10      | 17 ноября 2019           | 17 ноября 2019           |
|       | 4     | 10      | 15 ноября 2020           | 15 ноября 2020           |
|       | 5     | 10      | 9 ноября 2022            | 9 ноября 2022            |
|       | 6     | 10      | 16 ноября 2023           | 16 ноября 2023           |

### Сезон 1 (2016)
| № общий | № в сезоне | Название                               | Режиссёр          | Автор сценария | Дата премьеры |
| ------- | ---------- | -------------------------------------- | ----------------- | -------------- | ------------- |
| 1       | 1          | «Вулфертон Сплэш» «Wolferton Splash»   | Стивен Долдри     | Питер Морган   | 4 ноября 2016 |
| 2       | 2          | «Гайд-Парк-Корнер» «Hyde Park Corner»  | Стивен Долдри     | Питер Морган   | 4 ноября 2016 |
| 3       | 3          | «Виндзор» «Windsor»                    | Филип Мартин      | Питер Морган   | 4 ноября 2016 |
| 4       | 4          | «Стихийное бедствие» «Act of God»      | Джулиан Джаррольд | Питер Морган   | 4 ноября 2016 |
| 5       | 5          | «Пыль в глаза» «Smoke and Mirrors»     | Филип Мартин      | Питер Морган   | 4 ноября 2016 |
| 6       | 6          | «Гелигнит» «Gelignite»                 | Джулиан Джаррольд | Питер Морган   | 4 ноября 2016 |
| 7       | 7          | «Знание — сила» «Scienta Potentia Est» | Бенджамин Карон   | Питер Морган   | 4 ноября 2016 |
| 8       | 8          | «Гордость и радость» «Pride & Joy»     | Филип Мартин      | Питер Морган   | 4 ноября 2016 |
| 9       | 9          | «Убийцы» «Assassins»                   | Бенджамин Карон   | Питер Морган   | 4 ноября 2016 |
| 10      | 10         | «Глориана» «Gloriana»                  | Филип Мартин      | Питер Морган   | 4 ноября 2016 |

### Сезон 2 (2017)
| № общий | № в сезоне | Название                                     | Режиссёр        | Автор сценария              | Дата премьеры  |
| ------- | ---------- | -------------------------------------------- | --------------- | --------------------------- | -------------- |
| 11      | 1          | «Несчастный случай» «Misadventure»           | Филип Мартин    | Питер Морган                | 8 декабря 2017 |
| 12      | 2          | «Компания мужчин» «The Company of Men»       | Филип Мартин    | Питер Морган                | 8 декабря 2017 |
| 13      | 3          | «Лиссабон» «Lisbon»                          | Филип Мартин    | Питер Морган                | 8 декабря 2017 |
| 14      | 4          | «Берилл» «Beryl»                             | Бенджамин Карон | Эми Дженкинс и Питер Морган | 8 декабря 2017 |
| 15      | 5          | «Марионетки» «Marionettes»                   | Филиппа Лоуторп | Питер Морган                | 8 декабря 2017 |
| 16      | 6          | «Прошлое» «Vergangenheit»                    | Филиппа Лоуторп | Питер Морган                | 8 декабря 2017 |
| 17      | 7          | «Брачные узы» «Matrimonium»                  | Бенджамин Карон | Питер Морган                | 8 декабря 2017 |
| 18      | 8          | «Дорогая миссис Кеннеди» «Dear Mrs. Kennedy» | Стивен Долдри   | Питер Морган                | 8 декабря 2017 |
| 19      | 9          | «Отец семейства» «Paterfamilias»             | Стивен Долдри   | Том Эдж и Питер Морган      | 8 декабря 2017 |
| 20      | 10         | «Таинственный человек» «Mystery Man»         | Бенджамин Карон | Питер Морган                | 8 декабря 2017 |

### Сезон 3 (2019)
| № общий | № в сезоне | Название                              | Режиссёр        | Автор сценария              | Дата премьеры  |
| ------- | ---------- | ------------------------------------- | --------------- | --------------------------- | -------------- |
| 21      | 1          | «Олдинг» «Olding»                     | Бенджамин Карон | Питер Морган                | 17 ноября 2019 |
| 22      | 2          | «Маргаретология» «Margaretology»      | Бенджамин Карон | Питер Морган                | 17 ноября 2019 |
| 23      | 3          | «Аберфан» «Aberfan»                   | Бенджамин Карон | Питер Морган                | 17 ноября 2019 |
| 24      | 4          | «Баббикинс» «Bubbikins»               | Бенджамин Карон | Питер Морган                | 17 ноября 2019 |
| 25      | 5          | «Путч» «Coup»                         | Кристиан Швохов | Питер Морган                | 17 ноября 2019 |
| 26      | 6          | «Принц Уэльский» «Tywysog Cymru»      | Кристиан Швохов | Джеймс Грэм и Питер Морган  | 17 ноября 2019 |
| 27      | 7          | «Лунная пыль» «Moondust»              | Джессика Хоббс  | Питер Морган                | 17 ноября 2019 |
| 28      | 8          | «Между небом и землей» «Dangling Man» | Сэм Донован     | Дэвид Хэнкон и Питер Морган | 17 ноября 2019 |
| 29      | 9          | «Недоразумение» «Imbroglio»           | Сэм Донован     | Питер Морган                | 17 ноября 2019 |
| 30      | 10         | «Крик сердца» «Cri de Coeur»          | Джессика Хоббс  | Питер Морган                | 17 ноября 2019 |

### Сезон 4 (2020)
| № общий | № в сезоне | Название                                          | Режиссёр          | Автор сценария                    | Дата премьеры  |
| ------- | ---------- | ------------------------------------------------- | ----------------- | --------------------------------- | -------------- |
| 31      | 1          | «Золотой жезл» «Gold Stick»                       | Бенджамин Карон   | Питер Морган                      | 15 ноября 2020 |
| 32      | 2          | «Испытание Балморала» «The Balmoral Test»         | Пол Уиттингтон    | Питер Морган                      | 15 ноября 2020 |
| 33      | 3          | «Сказка» «Fairytale»                              | Бенджамин Карон   | Питер Морган                      | 15 ноября 2020 |
| 34      | 4          | «Любимчики» «Favourites»                          | Пол Уиттингтон    | Питер Морган                      | 15 ноября 2020 |
| 35      | 5          | «Фейган» «Fagan»                                  | Пол Уиттингтон    | Джонатан Д. Уилсон и Питер Морган | 15 ноября 2020 |
| 36      | 6          | «Ничейная земля» «Terra Nullius»                  | Джулиан Джаррольд | Питер Морган                      | 15 ноября 2020 |
| 37      | 7          | «Принцип наследования» «The Hereditary Principle» | Джессика Хоббс    | Питер Морган                      | 15 ноября 2020 |
| 38      | 8          | «48:1» «48:1»                                     | Джулиан Джаррольд | Питер Морган                      | 15 ноября 2020 |
| 39      | 9          | «Лавина» «Avalanche»                              | Джессика Хоббс    | Питер Морган                      | 15 ноября 2020 |
| 40      | 10         | «Война» «War»                                     | Джессика Хоббс    | Питер Морган                      | 15 ноября 2020 |

### Сезон 5 (2022)
| № общий | № в сезоне | Название                                              | Режиссёр            | Автор сценария | Дата премьеры |
| ------- | ---------- | ----------------------------------------------------- | ------------------- | -------------- | ------------- |
| 41      | 1          | «Синдром королевы Виктории» «Queen Victoria Syndrome» | Джессика Хоббс      | Питер Морган   | 9 ноября 2022 |
| 42      | 2          | «Cистема» «The System»                                | Джессика Хоббс      | Питер Морган   | 9 ноября 2022 |
| 43      | 3          | «Момо» «Mou Mou»                                      | Алекс Габасси       | Питер Морган   | 9 ноября 2022 |
| 44      | 4          | «Ужасный год» «Annus Horribilis»                      | Мэй эль-Тухи        | Питер Морган   | 9 ноября 2022 |
| 45      | 5          | «Путь вперёд» «The Way Ahead»                         | Мэй эль-Тухи        | Питер Морган   | 9 ноября 2022 |
| 46      | 6          | «Дом Ипатьева» «Ipatiev House»                        | Кристиан Швохов     | Питер Морган   | 9 ноября 2022 |
| 47      | 7          | «Неопределённость» «No Woman's Land»                  | Эрик Рихтер Страндт | Питер Морган   | 9 ноября 2022 |
| 48      | 8          | «Порох» «Gunpowder»                                   | Эрик Рихтер Страндт | Питер Морган   | 9 ноября 2022 |
| 49      | 9          | «Пара № 31» «Couple 31»                               | Кристиан Швохов     | Питер Морган   | 9 ноября 2022 |
| 50      | 10         | «Списанные» «Decommissioned»                          | Алекс Габасси       | Питер Морган   | 9 ноября 2022 |

### Сезон 6 (2023)
| № в сериале | № в сезоне | Название                                   | Режиссёр            | Автор сценария                     | Дата премьеры   |
| Часть 1     |            |                                            |                     |                                    |                 |
| ----------- | ---------- | ------------------------------------------ | ------------------- | ---------------------------------- | --------------- |
| 51          | 1          | «Персона нон грата» «Persona non grata»    | Алекс Габасси       | Питер Морган                       | 16 ноября 2023  |
| 52          | 2          | «Две фотографии» «Two Photographs»         | Кристиан Швохов     | Питер Морган                       | 16 ноября 2023  |
| 53          | 3          | «Скажи мне да» «Dis-Moi-Oui»               | Кристиан Швохов     | Питер Морган                       | 16 ноября 2023  |
| 54          | 4          | «Последствия» «Aftermath»                  | Кристиан Швохов     | Питер Морган                       | 16 ноября 2023  |
| Часть 2     |            |                                            |                     |                                    |                 |
| 55          | 5          | «Уилсмания» «Willsmania»                   | Мэй эль-Тухи        | Джонатан Д. Уилсон и Питер Морган  | 14 декабря 2023 |
| 56          | 6          | «Руритания» «Ruritania»                    | Эрик Рихтер Страндт | Дэниэл Марк Джейнс и Питер Морган  | 14 декабря 2023 |
| 57          | 7          | «Альма-матер» «Alma Mater»                 | Мэй эль-Тухи        | Джонатан Д. Уилсон и Питер Морган  | 14 декабря 2023 |
| 58          | 8          | «Ритц» «Ritz»                              | Алекс Габасси       | Мериэл Шейбани-Клэр и Питер Морган | 14 декабря 2023 |
| 59          | 9          | «Хоуп-стрит» «Hope Street»                 | Эрик Рихтер Страндт | Джонатан Д. Уилсон и Питер Морган  | 14 декабря 2023 |
| 60          | 10         | «Спи, дорогуша, спи» «Sleep, Dearie Sleep» | Стивен Долдри       | Питер Морган                       | 14 декабря 2023 |

## Производство

### Разработка
В ноябре 2014 года стало известно, что стриминговый сервис Netflix снимет телесериал на основе пьесы «Аудиенция» 2013 года, посвященной правлению королевы Елизаветы II. Питер Морган, написавший сценарий к фильму «Королева» 2006 года и автор пьесы «Аудиенция», стал главным сценаристом «Короны». В качестве режиссёров первого сезона были привлечены Стивен Долдри, Филип Мартин, Джулиан Джаррольд и Бенджамин Карон. Первый сезон, состоящий из 10 серий, стал самым дорогостоящим проектом Netflix и Left Bank Pictures; его создание обошлось как минимум в 100 млн фунтов стерлингов. Был заказан второй сезон; всего планировалось снять шесть сезонов и 60 эпизодов.
В октябре 2017 года началась подготовка к производству третьего и четвёртого сезонов, а в январе 2018 года Netflix официально подтвердил, что сериал продлён на третий и четвёртый сезоны.
В январе 2020 года Морган сообщил, что сериал продлён на пятый сезон, который станет финальным. Объясняя намерение ограничиться пятью сезонами вместо заявленных ранее шести, он заявил, что во время написания историй для пятого сезона ему «стало ясно, что это идеальное время и место, чтобы остановиться»; Netflix и Sony Pictures Television поддержали решение Моргана. Однако в июле 2020 года Netflix объявил, что у сериала будет шестой сезон, как и задумывалось изначально. Морган сказал, что во время обсуждения сюжетных линий пятого сезона «оказалось, что для того, чтобы отдать должное многообразию и сложности сюжета, мы должны вернуться к первоначальному плану и выпустить шесть сезонов». Действие шестого сезона будет разворачиваться в начале XXI века, что позволит «охватить этот период более детально»

### Подбор актёров
В ноябре 2014 года стало известно, что Netflix предложил роль королевы Елизаветы II Клэр Фой. В мае 2015 года Ванесса Кирби начала переговоры по поводу роли принцессы Маргарет. В июне 2015 года было официально подтверждено, что Фой сыграет роль королевы Елизаветы II, в свою очередь Джон Литгоу получил роль Уинстона Черчилля, а Мэтт Смит — принца Филиппа. Главные роли в первом сезоне также исполнили Виктория Хэмилтон, Джаред Харрис и Айлин Эткинс.
Продюсеры каждые два сезона производят замену исполнителей ролей в соответствии с хронологией и увеличением возраста персонажей. В октябре 2017 года Оливия Колман была отобрана на роль королевы Елизаветы II в третьем и четвёртом сезонах. В январе 2018 года Хелена Бонэм Картер и Пол Беттани вели переговоры об исполнении ролей принцессы Маргарет и принца Филиппа соответственно в этих двух сезонах. Однако к концу месяца Беттани был вынужден отказаться от участия в проекте из-за нехватки времени. В конце марта 2018 года Тобайас Мензис получил роль принца Филиппа в третьем и четвёртом сезонах. В начале мая 2018 года было подтверждено участие Бонэм Картер, а также стало известно, что Джейсон Уоткинс сыграет британского премьер-министра Гарольда Вильсона. В следующем месяце Бен Дэниелс был утвержден в качестве Энтони Армстронга-Джонса в третьем сезоне, в свою очередь Эрин Доэрти присоединилась к актёрскому составу в качестве принцессы Анны. Месяц спустя Джош О’Коннор и Мэрион Бейли были утверждены в качестве принца Чарльза и королевы-матери соответственно в третьем и четвёртом сезоне. В октябре 2018 года Эмиральд Феннел получила роль Камиллы Шанд.
В декабре 2018 года стало известно, что Чарльз Дэнс сыграет Луиса Маунтбеттена, а в апреле 2019 года Эмме Коррин досталась роль леди Дианы Спенсер в четвёртом сезоне.
Джиллиан Андерсон, которая, по слухам, с января 2019 года вела переговоры об исполнении роли Маргарет Тэтчер в четвёртом сезоне, была официально утверждена на эту роль в сентябре 2019 года.
В январе 2020 года стало известно, что Имельда Стонтон сменит Коулман в роли королевы в пятом и шестом сезонах. В июле 2020 года появилась информация, что Лесли Мэнвилл сыграет в заключительных сезонах принцессу Маргарет, а в следующем месяце Джонатан Прайс и Элизабет Дебики получили роли принца Филиппа и Дианы, принцессы Уэльской, соответственно.

### Съёмки
Примерно 25 % первого сезона «Короны» было снято на студии Elstree Studios в Боремвуде, (Хартфордшир), а оставшаяся часть — на натуре; в общей сложности съёмки заняли 152 дня. Декорации частных покоев, интерьер частного самолёта, кабинетный зал и экстерьер Даунинг-стрит, 10 были построены на студии Elstree. Ланкастер Хауc, Ротум  Парк и Уилтон-хаус использовались как дублеры Букингемского дворца. Собор Или и Винчестерский собор выступили в качестве Вестминстерского аббатства, в то время Южная Африка «сыграла» роль Кении.
Съемки второго сезона начались в октябре 2016 года.
Съемки одного эпизода в первых двух сезонах в среднем длились около 22 дней, а бюджет каждого составлял 5 млн фунтов стерлингов (7 млн долл. США). Съёмки третьего сезона начались в июле 2018 года и завершились в феврале 2019 года, съёмки четвёртого стартовали в августе 2019 года и закончились в марте 2020 года.
Съёмки пятого сезона начались в июне 2021 года, а шестого — начались в 2022 году. Годовой перерыв в съёмках между окончанием четвёртого и началом пятого сезона был предусмотрен графиком производства сериала и не был связан с пандемией COVID-19.

## Релиз
Первый сезон вышел на Netflix 4 ноября 2016 года, второй — 8 декабря 2017 года, третий — 17 ноября 2019 года. Премьера четвёртого сезона состоится 15 ноября 2020 года, а пятый сезон будет выпущен в ноябре 2022 года.
Первый сезон был выпущен на DVD и Blu-Ray в Великобритании 16 октября 2017 года, а во всем мире 7 ноября 2017 года. Второй сезон был выпущен на DVD и Blu-Ray в Великобритании 22 октября 2018 года, а во всем мире 13 ноября 2018 года.
После смерти Елизаветы II интерес к сериалу по всему миру резко вырос. Сериал попал в топ-10 просматриваемых в Австралии, в США число просмотров выросло в 4 раза, во Франции — в 3, в Великобритании рост составил 800 %. Netflix объявило о приостановке съёмок последнего сезона, действие которого будет разворачиваться в начале 2000-х годов.

## Критика
| Сезон | Сезон | Оценка критиков    | Оценка критиков |
| Сезон | Сезон | Rotten Tomatoes    | Metacritic      |
| ----- | ----- | ------------------ | --------------- |
|       | 1     | 88 % (74 обзора)   | 81 (29 обзоров) |
|       | 2     | 89 % (83 обзора)   | 87 (27 обзоров) |
|       | 3     | 90 % (100 обзоров) | 84 (30 обзоров) |
|       | 4     | 95 % (111 обзоров) | 86 (28 обзоров) |

«Корона» получила высокую оценку от критиков, а «Дейли телеграф» назвал её «лучшей мыльной оперой на ТВ» и поставил 5/5 баллов, хотя некоторые рецензенты, например, в «Таймс», высказывали опасения, что ряд эпизодов основан на ложных предпосылках.
На сайте-агрегаторе Rotten Tomatoes рейтинг первого сезона составляет 88 % на основе 74 обзоров со средним рейтингом 8,61/10. Консенсус критиков гласит: «Впечатляющие актёрская игра и роскошная работа оператора делают „Корону“ первоклассной продукцией, достойной своего грандиозного сюжета». На Metacritic первый сезон получил 81 балл из 100 на основе 29 рецензий, что свидетельствует о «всеобщем признании».
Рейтинг второго сезона на Rotten Tomatoes составляет 89 % на основе 83 обзоров со средней оценкой 8,35/10. Консенсус критиков гласит: «„Корона“ продолжает царствование с убедительным вторым сезоном, который изобилует высокой драмой и роскошными костюмами». На Metacritic второй сезон получил 87 баллов из 100 на основе 27 рецензий, что свидетельствует о «всеобщем признании».
Рейтинг третьего сезона на Rotten Tomatoes составляет 90 % на основе 100 обзоров со средней оценкой 8,54/10. Консенсус критиков гласит: «Оливия Колман блистает, но по мере того, как „Корона“ продвигается вперёд в довольно роскошной манере, в ней находится пространство и для персонажей вокруг королевы, предоставляя широкие возможности блистать привлекательному ансамблю». На Metacritic третий сезон получил 84 баллов из 100 на основе 30 рецензий, что свидетельствует о «всеобщем признании».
Четвёртый сезон на Rotten Tomatoes имеет рейтинг одобрения 96 % на основе 108 рецензий со средней оценкой 8,62/10. Консенсус критиков гласит: «Какие бы исторические вольности ни были бы допущены [в сезоне]… они легко прощаются благодаря впечатляющей актёрской игре — особенно Джиллиан Андерсон, воплотившей образ Железной леди, и новичка Эммы Коррин, сыгравшей принцессу Диану». На Metacritic сезон получил 85 баллов из 100 по оценкам 27 критиков, что свидетельствует о «всеобщем признании».

## Награды и номинации
| Награда          | Дата вручения                                            | Категория                                                               | Номинанты и получатели | Результат | П.     |
| ---------------- | -------------------------------------------------------- | ----------------------------------------------------------------------- | --- | --------- | ------ |
| «Эмми»           | 2017                                                     | Лучший драматический сериал                                             | Питер Морган, Стивен Долдри, Энди Харрис, Филип Мартин, Сюзанна Маки, Мэтью Байам-Шоу, Роберт Фокс, Таня Сегатчян и Эндрю Итон                                                  | Номинация | [ 69 ] |
| «Эмми»           | 2017                                                     | Лучшая актриса в драматическом телесериале                              | Клэр Фой (за серию «Убийцы») | Номинация | [ 69 ] |
| «Эмми»           | 2017                                                     | Лучший актёр второго плана в драматическом телесериале                  | Джон Литгоу (за серию «Убийцы») | Победа    | [ 69 ] |
| «Эмми»           | 2017                                                     | Лучший режиссёр                                                         | Стивен Долдри (за серию «Гайд-Парк-Корнер») | Номинация | [ 69 ] |
| «Эмми»           | 2017                                                     | Лучший сценарий драматического телесериала                              | Питер Морган (за серию «Убийцы») | Номинация | [ 69 ] |
| «Эмми»           | 2018                                                     | Лучший драматический сериал                                             | Питер Морган, Стивен Долдри, Энди Харрис, Филип Мартин, Сюзанна Маки, Мэтью Байам-Шоу, Роберт Фокс Энди Стеббинг и Мартин Харрисон                                              | Номинация | [ 70 ] |
| «Эмми»           | Лучшая актриса в драматическом телесериале               | Клэр Фой (за серию «Дорогая миссис Кеннеди»)                            | Победа |           | [ 70 ] |
| «Эмми»           | Лучший актёр второго плана в драматическом телесериале   | Мэтт Смит (за серию «Таинственный человек»)                             | Номинация |           | [ 70 ] |
| «Эмми»           | Лучшая актриса второго плана в драматическом телесериале | Ванесса Кирби (за серию «Берилл»)                                       | Номинация |           | [ 70 ] |
| «Эмми»           | Лучший режиссёр                                          | Стивен Долдри (за серию «Отец семейства»)                               | Победа |           | [ 70 ] |
| «Эмми»           | Лучший сценарий драматического телесериала               | Питер Морган (за серию «Таинственный человек»)                          | Номинация |           | [ 70 ] |
| «Эмми»           | 2020                                                     | Лучший драматический сериал                                             | Питер Морган, Стивен Долдри, Энди Харрис, Филип Мартин, Сюзанна Маки, Мэтью Байам-Шоу, Роберт Фокс, Энди Стеббинг, Мартин Харрисон, Бенджамин Кэрон, Майкл Кейси и Уна О. Бейрн | Номинация | [ 71 ] |
| «Эмми»           | 2020                                                     | Лучшая актриса в драматическом телесериале                              | Оливия Колман (за серию «Крик сердца») | Номинация | [ 71 ] |
| «Эмми»           | 2020                                                     | Лучшая актриса второго плана в драматическом телесериале                | Хелена Бонем Картер (за серию «Крик сердца») | Номинация | [ 71 ] |
| «Эмми»           | 2020                                                     | Лучший режиссёр                                                         | Бенджамин Карон (за серию «Аберфан») | Номинация | [ 71 ] |
| «Эмми»           | 2020                                                     | Джессика Хоббс (за серию «Крик сердца»)                                 | Номинация |           | [ 71 ] |
| «Эмми»           | 2020                                                     | Лучший сценарий драматического телесериала                              | Питер Морган (за серию «Аберфан») | Номинация | [ 71 ] |
| «Эмми»           | 2021                                                     | Лучший драматический сериал                                             | Питер Морган, Стивен Долдри, Энди Харрис, Сюзанна Маки, Мэтью Байам-Шоу, Роберт Фокс и Таня Сегатчян                                                                            | Победа    | [ 72 ] |
| «Эмми»           | 2021                                                     | Лучший актёр в драматическом телесериале                                | Джош О’Коннор (за серию «Ничейная земля») | Победа    | [ 72 ] |
| «Эмми»           | 2021                                                     | Лучшая актриса в драматическом телесериале                              | Оливия Колман (за серию «48:1») | Победа    | [ 72 ] |
| «Эмми»           | 2021                                                     | Эмма Коррин (за серию «Сказка»)                                         | Номинация |           | [ 72 ] |
| «Эмми»           | 2021                                                     | Лучший актёр второго плана в драматическом телесериале                  | Тобайас Мензис (за серию «Золотой жезл») | Победа    | [ 72 ] |
| «Эмми»           | 2021                                                     | Лучшая актриса второго плана в драматическом телесериале                | Джиллиан Андерсон (за серию «Любимчики») | Победа    | [ 72 ] |
| «Эмми»           | 2021                                                     | Лучшая актриса второго плана в драматическом телесериале                | Хелена Бонем Картер (за серию «Принцип наследования») | Номинация | [ 72 ] |
| «Эмми»           | 2021                                                     | Лучшая актриса второго плана в драматическом телесериале                | Эмиральд Феннел (за серию «Сказка») | Номинация | [ 72 ] |
| «Эмми»           | 2021                                                     | Лучший режиссёр драматического телесериала                              | Бенджамин Карон (за серию «Сказка») | Номинация | [ 72 ] |
| «Эмми»           | 2021                                                     | Джессика Хоббс (за серию «Война»)                                       | Победа |           | [ 72 ] |
| «Эмми»           | 2021                                                     | Лучший сценарий драматического телесериала                              | Питер Морган (за серию «Война») | Победа    | [ 72 ] |
| «Золотой глобус» | 2017                                                     | Лучший драматический сериал                                             | «Корона» | Победа    | [ 73 ] |
| «Золотой глобус» | 2017                                                     | Лучшая актриса в драматическом телесериале                              | Клэр Фой | Победа    | [ 73 ] |
| «Золотой глобус» | 2017                                                     | Лучший актёр второго плана в телесериале, мини-сериале или телефильме   | Джон Литгоу | Номинация | [ 73 ] |
| «Золотой глобус» | 2018                                                     | Лучший драматический сериал                                             | «Корона» | Номинация | [ 74 ] |
| «Золотой глобус» | 2018                                                     | Лучшая актриса в драматическом телесериале                              | Клэр Фой | Номинация | [ 74 ] |
| «Золотой глобус» | 2020                                                     | Лучший драматический сериал                                             | «Корона» | Номинация | [ 75 ] |
| «Золотой глобус» | 2020                                                     | Лучший актёр в драматическом телесериале                                | Тобайас Мензис | Номинация | [ 75 ] |
| «Золотой глобус» | 2020                                                     | Лучшая актриса в драматическом телесериале                              | Оливия Колман | Победа    | [ 75 ] |
| «Золотой глобус» | 2020                                                     | Лучшая актриса второго плана в мини-сериале, телесериале или телефильме | Хелена Бонем Картер | Номинация | [ 75 ] |
| «Золотой глобус» | 2021                                                     | Лучший драматический сериал                                             | «Корона» | Победа    | [ 76 ] |
| «Золотой глобус» | 2021                                                     | Лучший актёр в драматическом телесериале                                | Джош О’Коннор | Победа    | [ 76 ] |
| «Золотой глобус» | 2021                                                     | Лучшая актриса в драматическом телесериале                              | Оливия Колман | Номинация | [ 76 ] |
| «Золотой глобус» | 2021                                                     | Эмма Коррин                                                             | Победа |           | [ 76 ] |
| «Золотой глобус» | 2021                                                     | Лучшая актриса второго плана в мини-сериале, телесериале или телефильме | Джиллиан Андерсон | Победа    | [ 76 ] |
| «Золотой глобус» | 2021                                                     | Лучшая актриса второго плана в мини-сериале, телесериале или телефильме | Хелена Бонем Картер | Номинация | [ 76 ] |